# Berghahn Books
Berghahn Books ist ein US-amerikanischer Wissenschaftsverlag aus New York City, mit einem weiteren Sitz in Oxford. Er wurde 1994 durch Marion Berghahn gegründet, nachdem der 1983 von ihr gegründete Vorgängerverlag Berg Publishers in Konkurs gegangen war. Berghahn Books führt über 1.500 Bücher und ca. 30 Fachzeitschriften u. a. Sartre Studies International, Anthropological Journal of European Cultures und German Politics and Society. Das Programm von Berghahn Books ist in den  Sozialwissenschaften angesiedelt, speziell bei Anthropologie, Geschichte, Politik sowie Film- und Medienwissenschaften.